# Ciężki saksoński koń gorącokrwisty
Ciężki saksoński koń gorącokrwisty (również koń oldenburski dawnego typu) – rasa gorącokrwistego konia używana jako koń do powożenia i rekreacji. Współcześnie konie tej rasy występują tylko w niewielkich stadach i stanowią wartościową rezerwę genetyczną.

## Pokrój
Koń tej rasy ma wyrazistą głowę o profilu garbonosym. Jest ona osadzona na mocnej szyi. Łopatki koni są lekko strome. Kłąb jest niewyraźny i przechodzi w niedługi grzbiet. Zad jest prosty, krótki i szeroki z ogonem wysoko umieszczonym. Nogi są krótkie i bardzo mocne, z dobrymi kopytami bez szczotek pęcinowych i silnymi stawami. Imponująca jest wysoka akcja kończyn. Doskonale sprawdzają się w zaprzęgu.
Koń ma wyłącznie ciemne umaszczenie, a odmian jest niewiele. Włosy koni tej rasy są bujne. Zarówno na ogonie, jak i grzywy.

## Historia
Konie rasy ciężkiego saksońskiego konia gorącokrwistego wyhodowano w Oldenburgii oraz we Wschodniej Fryzji. Gdy przestawiono hodowlę na nowoczesne konie sportowe (koń oldenburski) dawny typ stracił na znaczeniu. Ostatni ogier został wycofany z hodowli w 1971 roku.
Hodowla ciężkiego saksońskiego konia gorącokrwistego zachowała się jedynie w Turyngii i Saksonii, jednak po 1955 roku i te hodowle znacznie zmalały. Konie tej rasy zachowano w stadninie w Moritzburgu jako ogiery zaprzęgowe, a po roku 1977 zaczęto odtwarzanie rasy. Od roku 1990 prowadzona jest systematyczna hodowla.

## Hodowle
Ciężki saksoński koń gorącokrwisty hodowany jest w krajowej stadninie w Moritzburgu w Turyngii, w Saksonii, oraz w Polsce na Śląsku: w Strzegomiu i Strzelcach Opolskich.